# تغذیه مصنوعی
به مجموعه عملیاتی که در جهت افزایش آب ورودی (جریان ورودی) به آبخوان (سطح آب زیرزمینی) انجام می‌شود، تغذیه می‌گویند. در بیلان (Artificial Recharge) مصنوعی آب‌های زیرزمینی عمل تغذیه به صورت طبیعی انجام می‌شود، لیکن در شرایطی نیاز به تغذیه بیشتر سفره می‌باشد و این عمل با کمک در تغذیه بیشتر از طرق ویژه صورت می‌پذیرد. بیشترین مصرف آب در ایران از طریق برداشت از منابع آب زیرزمینی می‌باشد. با استناد به آخرین آمار مربوط به سال آبی ۸۷–۸۶، میزان برداشت از منابع آب زیرزمینی از طریق چاه و قنات در کل کشور بالغ بر ۳٫۵۶ میلیارد متر مکعب در سال است که قسمت اعظم آن در بخش کشاورزی، آن هم با بازده پایین به مصرف می‌رسد. متأسفانه برداشت غیراصولی و بیش از حد مجاز از منابع آب زیرزمینی به همراه حفر چاه‌های غیرمجاز در دشت‌های کشور در دهه‌های گذشته موجب افت شدید کمی و کیفی در این منابع شده‌است که پیامدهای سوء آن به صورت تخریب کیفی آب زیرزمینی، نشست سطح زمین، افزایش هزینهٔ پمپاژ و گاهی کاهش جریان آب رودخانه‌ها با توجه به تعاملات هیدرولیکی بین آب زیرزمینی و سطحی نمایان شده‌است. این امر باعث شده‌است کسری مخزن (بیلان منفی) در آبخوان‌های کشور به بیش از ۶ میلیارد مترمکعب در سال برسد. چنین بهره‌برداری بی‌ضابطه‌ای از منابع آب زیرزمینی صدمات و تغییرات جبران‌ناپذیری را به محیط زیست وارد کرده‌است و ادامهٔ این روند یعنی بهره‌برداری بی‌رویه می‌تواند نگران‌کننده باشد. تغذیهٔ مصنوعی و طرح‌های تعادل بخشی در جهت تعادل رسیدن آب در سفره‌های زیر زمینی به اجرا در می‌آید.

## محاسن نسبی آب‌های زیرزمینی
۱. یک مخزن طبیعی محسوب می‌شوند و نیاز به سرمایه‌گذاری ندارند.
۲. گسترهٔ عظیم و تقریباً نامحدودی دارند و ظرفیت ذخیرهٔ بسیار بالایی دارند.
۳. هزینه‌های تملک و اشغال سطح زمین ندارند.
۴. تبخیر در آن‌ها انجام نمی‌گیرد یا بسیار کم است.
۵. نسبت به نوسانات سالانه و فصلی آسیب‌پذیری کمتری دارند و منابع مطمئن‌تری نسبت به آب‌های سطحی محسوب می‌شوند.
۶. فرآیند پالایش در آن انجام شده و آسیب‌پذیری کمتری نسبت به آلودگی دارند.
۷. پدیدهٔ ذخیرهٔ آب از سال‌های پرآب به کم‌آب در آن‌ها میسر است و اضافه برداشت از ذخیرهٔ ایستاتیک امکان‌پذیر است.
۸. در سال‌های خشک امکان بهره‌گیری از آن به جای منابع آب‌های سطحی فراهم است.

## آسیب‌پذیری، حساسیت و نقاط ضعف آب‌های زیرزمینی
۱. برداشت آب عمدتاً از طریق پمپاژ (نیازمندی به انرژی) انجام می‌پذیرد.
۲. مدل‌سازی در آن پیچیده است و کالیبراسیون آن سخت است.
۳. از نظرها دور است و تصور درست عمومی در آن وجود ندارد.
۴. نوسانات سطح آب باعث مشکلات زمین‌شناسی از جمله نشست زمین می‌شود.
۵. حرکت جریان درون آن کند است.
۶. امکان برداشت غیرمجاز در آن فراهم‌تر است (حفاظت از منابع مشکل‌تر است).

## علت‌های گرایش به سمت تغذیهٔ مصنوعی
۱. توسعهٔ شهرنشینی و گسترش شهرها به‌سمت سازندهای نفوذپذیر و مخروط‌های افکنه و کاهش تغذیهٔ دشت‌ها از طریق نفوذ سیلاب.
۲. برداشت و ذخیرهٔ سطحی آب‌های سطحی و جلوگیری از نفوذ آن.
۳. پوشش انهار سنتی و کاهش تغذیه
۴. تغییر الگوی آبیاری و روش‌های آبیاری تحت فشار و بارانی
۵. نشت زمین و متراکم شدن آن
۶. افزایش نیاز آبی و کمبود آب و هجوم به سمت استفاده از منابع آب‌های زیرزمینی و نتیجتاً اضافه برداشت از آن.
۷. هجوم جبههٔ شور و آلوده شدن آبخوان شیرین.

## خلاصهٔ اهداف یک طرح تغذیهٔ مصنوعی
۱. کنترل و مهار سیلاب‌ها و ذخیره مقدار مازاد آن
۲. به تعادل رسانیدن وضعیت آبخوان‌ها در دشت‌های با بیلان منفی
۳. مقابله با پدیدهٔ هجوم آب‌های شور
۴. حذف آلودگی‌های میکروبی و باکتریولوژیک در اثر حرکت در محیط‌های متخلخل
۵. جلوگیری از پدیدهٔ نشست زمین
۶. استفاده از پتانسیل مخزن زیرزمینی جهت ذخیرهٔ آب مازاد در فصل غیر زراعی
۷. حفظ انرژی گرمایی زمین (زمین‌گرمایی)